# Wahlen zum Repräsentantenhaus der Vereinigten Staaten 1838
Die Wahlen zum Repräsentantenhaus der Vereinigten Staaten 1838 fanden ab dem 2. Juli 1838 statt. Dabei wurden in den Vereinigten Staaten an verschiedenen Wahltagen die Abgeordneten des Repräsentantenhauses gewählt. Die Wahlen waren Teil der allgemeinen Wahlen zum 26. Kongress der Vereinigten Staaten in jenem Jahr, bei denen auch ein Drittel der US-Senatoren gewählt wurden. Da die Wahlen etwa in der Mitte der Amtszeit von Präsident Martin Van Buren stattfanden (Midterm Election), galten sie auch als Votum über die bisherige Politik des Präsidenten.
Zum Zeitpunkt der Wahlen bestanden die Vereinigten Staaten aus 26 Bundesstaaten. Die Zahl der zu wählenden Abgeordneten betrug 242. Die Sitzverteilung im Repräsentantenhaus basierte auf der Volkszählung von 1830. Bei den Wahlen verlor die Demokratische Partei drei Sitze, konnte ihre absolute Mehrheit aber gerade noch behaupten. Dagegen konnte die United States Whig Party neun Mandate hinzugewinnen. Die Anti-Masonic Party verlor ein Mandat und stellte nun nur noch sechs Kongressabgeordnete. Die sogenannten Nullifiers aus South Carolina schieden aus dem Repräsentantenhaus aus. Gründe für das Wahlergebnis waren unter anderem eine 1837 ausgebrochene Wirtschaftskrise, für die die Wähler die Regierung des ohnehin unpopulären demokratischen Präsidenten Martin Van Buren verantwortlich machten. Davon profitierten die Whigs, die nun zum dritten Mal in Folge bei Wahlen zum Repräsentantenhaus Gewinne erzielen konnten.
Frauen und Sklaven waren weder wahlberechtigt noch wählbar. In vielen Bundesstaaten waren auch freie Afroamerikaner von der Wahl ausgeschlossen.

## Wahlergebnis
- Demokratische Partei  125  (128) Sitze
- United States Whig Party: 109  (100) Sitze
- Anti-Masonic Party: 6 (7)  Sitze
- Nullifiers:  0 (6) Sitze
- Sonstige (Unabhängiger): 0 (1) Sitz
- Conservatives: 2 (0) Sitze (aus Virginia)

Gesamt: 242
In Klammern sind die Ergebnisse der letzten Wahl zwei Jahre zuvor. Veränderungen im Verlauf der Legislaturperiode, die nicht die Wahlen an sich betreffen, sind bei diesen Zahlen nicht berücksichtigt, werden aber im Artikel über den 26. Kongress im Abschnitt über die Mitglieder des Repräsentantenhauses bei den entsprechenden Namen der Abgeordneten vermerkt. Das Gleiche gilt für Wahlen in Staaten, die erst nach dem Beginn der Legislaturperiode der Union beitraten. Daher kommt es in den Quellen gelegentlich zu unterschiedlichen Angaben, da manchmal Veränderungen während der Legislaturperiode in die Zahlen eingearbeitet wurden und manchmal nicht.